# بيرم باشا
بيرم باشا (بالتركية: Bayrampaşa)‏ هي إحدى أحياء إسطنبول، على الجهة الأوروبّية من المدينة. يُنسب إلى الصدر الأعظم بيرم باشا، الذي تولى الصدارة العظمى في القرن السابع عشر، وأكثر أهل الحي هم من البشناق.

## التاريخ
في عام 1927، زُرِعَت الكروم في المنطقة المخصصة للزراعة لمجموعة المهاجرين الذين هاجروا من مدينة بلوفديف واستقروا في المنطقة أولاً، وأنشئت مزارع فيليبي (دميركابي) وفرهات باشا وسيكوز لتربية أبقار الحليب. وسرعان ما ازدادت الهجرة من دول البلقان بعد 1927 ، مع القادمين من مقدونيا الشمالية في الخمسينيات من القرن الماضي، ووصلت إلى ذروتها مع هجرة البوسنيين من صربيا (يوغوسلافيا سابقًا) في الستينيات، وبدت فعالة جدًا في تشكيل البنية التحتية الاجتماعية والثقافية لبيرم باشا. فبعد الاجتهاد الذي حققه أولئك المهاجرين، والقيمة التي علقوها على الروابط الأسرية، فإنهم ساهموا وبشكل كبير في تكوين صورة بيرم باشا في إسطنبول.
بعدها أصبحت قرية ساغمالشيار بلدية في عام 1960. انتشر وباء الكوليرا في المنطقة نتيجة التوصيل غير الصحيح لأنظمة الصرف الصحي والمراحيض للمباني التي بناها المعماري سنان باشا لتلبية احتياجات المياه في إسطنبول والتي كانت لا تزال نشطة في ذلك الوقت، واستخدام مياه الينابيع الموصولة بهذه القنوات المائية من قبل السكان المحليين. وكلف الوباء أرواح كثيرة. وباعتبار أن اسم ساغمالشيار يوضع في الأذهان مع كلمة الكوليرا. وبما أن بيرم باشا، أحد وزراء مراد العظماء، كان يمتلك مزرعة هنا، غُيِّرَ اسم ساغمالشيار إلى بيرم باشا.
واستمرارًا لتطويرها كمنطقة في منطقة أيوب، رُقِّيَت بيرم باشا إلى وضع المقاطعة في مايو 1990. وهكذا انفصلت عن بلدية أيوب واكتسبت منظمة بلدية مستقلة. اذ تبدو بيرم باشا وكأنها مدينة مخططة جيدًا بشوارعها. [بحاجة لمصدر]

## العمارة
بُنِيَ مستشفى مالتيب العسكري، الذي يحتل مكانة مهمة من حيث القطع الأثرية التاريخية وهو الآن محجوز كمبنى خدمة لفرع شرطة مكافحة الشغب، في عام 1827. المبنى له أربع واجهات. لها فناء كبير في الوسط. واجهته الأمامية منفردة والجوانب الأخرى من طابقين. الأسقف عالية والغرف والأجنحة واسعة. تحول المستشفى، الذي ألغي في عام 1922 ، إلى مدرسة عسكرية ثم ثكنة لفترة من الوقت. وقد جلب مزرعة فرحات باشا إلى المنطقة الراحل إبراهيم تورهان في أوائل القرن العشرين اذ كانت هذه المنطقة قرية يونانية في تلك السنوات. وقد كان إبراهيم تورهان رائدًا في توطين الأتراك في هذه المنطقة واشترى أرضًا كبيرة وبنى مزرعة هنا. حيث توجد آثار قليلة جدًا لمقاييس المياه والأقنية المائية التي صنعها سنان في بيرم باشا بأمر من السلطان سليمان القانوني

## الخدمات والمؤسسات

### المؤسسات
تعتبر محطة حافلات إسطنبول الكبرى وسوق الخضار ومركز المترو ومحطة الحافلات ومحطة PTT ومستشفى "Bayrampaşa State" والمركز الصحي والمستوصف هي المؤسسات العامة الرئيسية. اما الهلال الأحمر، وجمعية الطيران التركية، ومؤسسة بيرم باشا، ومؤسسة الأنسجة الاجتماعية، وجمعية شباب الأناضول، ومؤسسة جوز نورو، فهي منظمات مساعدة اجتماعية في المنطقة.

### الخدمات التعليمية
حاليا هناك 2 روضة أطفال و 15 مدرسة ابتدائية و 14 مدرسة ثانوية و 13 مدرسة ثانوية معادلة والعديد من مؤسسات التعليم الخاص وكليات جامعات مختلفة في المنطقة.
.

### المراكز الرياضية
يعد مركز "Hidayet Türkoğlu" الرياضي الذي يضم ملعبين و 4 قاعات رياضية داخلية ومسبحين من المرافق الرياضية المهمة في بيرم باشا.

## المساجد
يتجاوز عدد المساجد 30 مسجدا. من بين هؤلاء، يقع مسجد بيرم باشا المركزي مقابل مبنى العمدة. وهي تحمل آثار العمارة العثمانية الكلاسيكية. تذكرنا القبة وشرفاتها بطراز مسجد أدرنة السليمية. تبلغ مساحة المسجد 860 م

## الاقتصاد
أصبحت بيرم باشا، التي كان اقتصادها يعتمد على الزراعة قبل عام 1970 ، منطقة صناعية وموجهة نحو التجارة نتيجة للتحضر السريع والهجرة المكثفة بعد عام 1970.حيث بينما يعمل بعض سكان الحي خارج الحي، يعمل بعضهم كتجار ويعملون في منشآت صناعية. في بيرم باشا، التي ليس لديها صناعة ثقيلة، والتي تحول تركيزها إلى مجالات مثل الصناعة وقطع الغيار وإصلاح السيارات والقولبة وإنتاج الأجزاء الكهربائية والإلكترونية وإنتاج أدوات الأجهزة وصب البلاستيك ومعالجة الحديد البارد والآلات والمنسوجات.حيث لا توجد منطقة زراعية. تمر المنطقة بمرحلة انتقالية من صورتها القديمة الضخمة إلى الصورة الحديثة. إذ افتُتِحَ مراكز "Carrefoursa" و "Bauhaus"، اللذان افتُتِحا خلف محطة الحافلات، و "Turkuazoo"، بجوار البلدية في المركز، مما أعاد الحياة التجارية للمنطقة. ويمكن اعتبار شارع دميركابي المركز التجاري لبيرم باشا. بالإضافة إلى ذلك، وُضِعَ مركز فورم إسطنبول للتسوق، والذي انتهى بنائه في نهاية عام 2009 في الخدمة. بالإضافة إلى ذلك، تقع في هذه المنطقة محطة حافلات إسطنبول الكبرى، وهي أكبر نقطة مواصلات في إسطنبول. [بحاجة لمصدر]